# Lake Saint Patrick
Der Lake Saint Patrick ist ein Gebirgssee im Southland District der Region Southland auf der Südinsel von Neuseeland.

## Namensherkunft
E. H. Wilmot entdeckte den See am 17. März 1897, dem Saint Patrick’s Day, und gab ihm folglich diesen Namen.

## Geographie
Der Lake Saint Patrick befindet sich westlich der Wall Mountains und nördlich der Townley Mountains sowie rund 12,5 km westsüdwestlich des South Arm des Lake Manapouri. Der See besitzt eine Länge von rund 920 m in Nordnordwest-Südsüdost-Richtung und eine Breite von rund 520 m in Ost-West-Richtung. Seine Flächenausdehnung beträgt rund 30,5 Hektar und der Umfang des Sees bemisst sich auf rund 2,82 km.
Gespeist wird der Lake Saint Patrick hauptsächlich von drei von Norden kommenden Bächen. Seine Entwässerung findet an dem südöstlichen Ende des Sees in Richtung des Emerald Streams statt.